# Erycina periscopiana
Erycina periscopiana är en musselart som beskrevs av Dall 1899. Erycina periscopiana ingår i släktet Erycina och familjen Lasaeidae. Inga underarter finns listade i Catalogue of Life.